# علاء الدين البخاري
علاء الدين البخاري (779 - 841 هـ/ 1377 - 1438 م) فقيه حنفي صوفي، ومتكلم على مذهب أهل السنة والجماعة وطريقة الماتريدية. كان من كبار علماء الحنفية في عصره. ولد بإيران ونشأ ببخارى، فتفقه بأبيه وعمه العلاء عبد الرحمن، وأخذ الأدبيات والعقليات عن العلامة سعد الدين التفتازاني صاحب شرح العقائد النسفية، وتوجه إلى الهند فاستوطنها مدة وعظم أمره عند ملوكها، ثم قدم مكة فأقام بها، ودخل مصر فاستوطنها وتصدّر للإقراء بها، ونال عظمة بالقاهرة، ثم توجه إلى الشام فأقام بها حتى توفي بالمزة من ضواحي دمشق. له رسالة في الرد على ابن عربي سماها (فاضحة الملحدين وناصحة الموحدين)، ورسالة في الرد على ابن تيمية اسمها (الملجمة للمجسمة). وكان يقول: ابن تيمية كافر وابن عربي كافر فرد عليه ابن ناصر الدين الدمشقي بمصنف سماه: (الرد الوافر على من زعم بأن من سمى ابن تيمية شيخ الإسلام كافر).
وأنكر العلاء البخاري على ابن تيمية وأتباعه قولهم: لا يلزمنا من إثبات الحيز والجهة إثبات الجسمية، فبين لهم في كتابه (ملجمة المجسمة) لمَ تكون الجسمية لازماً من لوازم مذهبهم، وإن لم يصرحوا بذلك، فقال ما نصّه: «...فإذن؛ يكون القول بأن الله مُتكّن على العرش مُتحيّز فيه، وأنه في جهة الفوق؛ قولاً بأنه جسم، لأن الجسمية من اللوازم العقلية للمُتحيز ولذي الجهة، ومن قال بأن الله جسم فهو كافر إجماعاً. ولهذا قال إمام الحرمين - يعني أبي المعالي الجويني - في (الإرشاد): إثبات الجهة لله كفر صراح».

## اسمه
أبو عبد الله علاء الدين محمد بن محمد بن محمد البخاري الحنفي، وسمّاه بعضهم علياً، وهو خطأ.

## مولده ونشأته
ولد سنة 779 هـ ببلاد العجم، ونشأ ببخارى.

## طلبه للعلم
ارتحل في شبابه إلى الأقطار لطلب العلم؛ فرحل إلى الهند، واستوطن مُدّة في مدينة كُلْبَرْجا (مدينة تاريخية قديمة، قريبة من مدينة حيدر أباد الواقعة في مقاطعة أندرا براديش)، وعظُم أمره فيها، ونشر بها العلم والتصوف، وكان ممن قرأ عليه ملكها؛ لما شاهدوه من غزير علمه وزهده وورعه. ثم قدم مكة فجاور بها، وانتفع به فيها غالب أعيانها. ثم قدم القاهرة فأقام بها سنين وانثال عليه الفضلاء من كل مذهب وعظمه الأكابر فمن دونهم بحيث كان إذا اجتمع معه القضاة يكونون عن يمينه وعن يساره كالسلطان، وإذا حضر عنده أعيان الدولة بالغ في وعظهم والإغلاظ عليهم.
وكان ملازماً للأشغال والأمر بالمعروف والنهي عن المنكر، والقيام بذكر الله تعالى مع مرض وضعف كان يعتريه، وآل أمرُه إلى أن ترك مصر وتوجّه إلى الشام بسبب خلاف وقع بينه وبين العلامة شمس الدين البساطي حول ابن عربي؛ فسار إليها وأقام بها، حتى مات في خامس شهر رمضان، ولم يخلف بعده مثله، لما اشتمل عليه من العلم والورع والزهد، وإقماع أهل الظلم.

## علمه
برع العلاء البخاري في الفقه والأصلين (أصول الدين، وأصول الفقه) والعربية واللغة والمنطق وعلم الكلام والمعاني والبيان والبديع، ومهر في الأدبيات، وترقّى في التصوف. قال عنه ابن طولون: كان إمام عصره.

## عقيدته ومذهبه الفقهي
كان العلاء البخاري على عقيدة أهل السنة من الأشاعرة والماتريدية. وأما الفقه فكان حنفي المذهب، إلا أنه كان يُحرّر الأقوال على المذهبين الشافعي والحنفي، وهو مما يدُل على تمكّنه في هذا العلم.

## طريقته في التصوف
وأما التصوف فقد كان من كبار الصوفية والسالكين والمرشدين، فقد أخذ عنه كثير من الأعلام، وكان على طريقة أهل السنة والجماعة في التصوف ملتزماً بعلم التوحيد والفقه، وله كلام نفيس في الرد على المعتقدين بوحدة الوجود على طريقة ابن عربي. قال الأستاذ سعيد فودة: «لم يظهر لي طريقته التي كان يلتزمها ويعتمدها في التسليك، وربما كانت النقشبندية».

## شيوخه
درس العلاء البخاري على والده محمد بن العلاء، وخاله العلاء بن عبد الرحمن التشلاقي، وتم علمه ونضج على يدي الإمام العلامة سعد الدين التفتازاني، ويكاد يكون تخرج عليه يديه.

## مؤلفاته
له مجموعة قليلة العدد من الكتب، ولعلّه من العلماء الذين كانوا يهتمون بالتعليم والعمل أكثر من التأليف؛ ومن مصنفاته:
- فاضحة الملحدين وناصحة الموحدين: كتبها بدمشق الشام في الرد على ابن عربي، وقد اشتهرت في البلاد وقرأها المشايخ، وكان كثير من العلماء وطلاب العلم يدرسونها. وقد حقّقها محمد بن إبراهيم العوضي لنيل درجة الماجستير من جامعة أم القرى، سنة 1414هـ. وذكر له إسماعيل باشا الباباني في كتاب (هدية العارفين) رسالة اسمها (رسالة في الرد على الوجودية وفصوص الشيخ الأكبر وأمثاله)، وقال: إنها في أربع كراريس. وقد تكون هي نفسها (فاضحة الملحدين وناصحة الموحدين).
- نزهة النظر في كشف حقيقة الإنشاء والخبر: وهي رسالة ألّفها - كما ذكر صاحب (كشف الظنون) - رداً على المولى شمس الدين الفناري وبعض علماء مصر، ومَن وافقهم كالإمام الكمال بن الهمام على قولهم أن جملة (الحمد لله) إنشائية، فخالفهم العلاء البخاري فهذه الرسالة وتبعه آخرون. وقد حققها محمد حسن مصطفى البياتي، ونال بها درجة دكتوراه فلسفة في اختصاص اللغة العربية، سنة 2002م.
- فتوى في حكم اجتماع الرجال والنساء للذكر: وهي مخطوطة في مركز الملك فيصل للبحوث والدراسات الإسلامية، الرياض - السعودية، تحت رقم: ج 4/263.
- حاشية على حاشية التفتازاني على الكشاف: وهي مخطوطة في المكتبة الخديوية في القاهرة - مصر، رقم 168/1.
- رسالة في الموضوع: نسبها له العلامة شمس الدين السخاوي في كتاب (الضوء اللامع) في أثناء ترجمته لأحد طلبة العلاء البخاري.
- عقيدة علاء الدين البخاري: طبعت تحت عنوان (رسالة في الاعتقاد) وحققها الأستاذ سعيد فودة، ونشرت سنة 2012م في دار الضياء - الكويت.
- ملجمة المجسمة أو الملجمة للمجسمة: نسبها له ابن طولون، كما أشار إلى ذلك محقق (نزهة النظر). حققها الأستاذ سعيد فودة، ونشرت سنة 2013م في دار الذخائر - بيروت - لبنان.

## بعض العلماء المعاصرين له
فيما يلي ذكر بعض العلماء الأعلام في عصره، وخصوصاً الذين كان بينه وبينهم علاقة أو وشيجة؛ ولذلك لمعرفة مكانته بينهم:
- أحمد بن حسين بن حسن، شهاب الدين أبو العباس الرملي الشافعي، المعروف بابن رسلان (ت 844هـ). اجتمع مع العلاء البخاري، وذلك في ضيافة عند ابن أبي الوفاء، بالغ العلاء في تعظيمه بحيث إنه بعد الفراغ من الأكل، بادر لصب الماء على يديه، ورام الشيخ فعل ذلك معه أيضاً فما مكَّنه. وصرَّح بأنه لم ير مثله. ولما قدم العلاء البخاري القدس، اجتمع به ثلاث مرات، وأثنى كل منهما على الأخر، في أمور فصّلها شمس الدين السخاوي في (الضوء اللامع).
- أحمد بن عبد الله بن بدر، شهاب الدين أبو النعيم العامري الغزي، ثم الدمشقي الشافعي، المعروف بالغزي (ت 822هـ). قال العلاء البخاري: بلغني صيتُه وأنا وراء النهر من أقصى بلاد العجم.
- أحمد بن محمد بن أبي بكر، شهاب الدين المعروف بابن مظفر، التركماني الأصل القاهري الشافعي (ت 896هـ). لمّا قدم العلاء البخاري مصر عرضوا على ابن مظفر أن يؤمَّ به، ففعل، ثم أعرض عن ذلك لكثرة القاصدين للعلاء وميله للعزلة. أي أن الناس كانوا يقصدون العلاء البخاري بكثرة، مما جعل الشيخ ابن مظفر يعتذر عن الإمامة لمحبته الخلوة، وكلٌ مُيسّر لما خُلِق له.
- سعد بن محمد بن جابر، سعد الدين العجلوني ثم الأزهري (ت 839هـ). كان العلاء البخاري يُطريه جداً.
- عبد اللطيف افتخار الدين الكرماني الحنفي (ت 842هـ). بحث مع العلاء البخاري في دلالة التمانع، وألزمه أمراً شديداً، وأفرد في ذلك تصنيفاً، ووافقه على بحثه النظام الصيرامي، وتعصّب جماعة كالقاياتي حمّية لشيخهم، أي: العلاء.
- عبد الله بن علي بن يوسف، جمال الدين القاهري الشافعي القادري، المعروف بابن أيوب (ت 868هـ). قال الشمس السخاوي في (الضوء اللامع): «كتب على خطبة (الحاوي) كتابة حسنة، ولكن بلغني أنه أوقف العلاء البخاري بدمشق عليها، واستأذنه أيُكمِل أم يترك، فنظر فيها، ثم أشار بالترك».
- عمر بن موسى بن الحسن، سراج الدين القرشي المخزومي الحمصي، ثم القاهري الشافعي، المعروف بابن الحمصي (ت 861هـ). نظم - وهو على قضاء طرابلس - قصيدة تائية، تزيد على مئة بيت، في إنكار تكفير العلاء البخاري لابن تيمية، وموافقته للمصريين فيما أفتوا به من مخالفته وتخطئته في ذلك، وفيها أن مَن كفّر ابن تيمية هو الكافر، وأن ابن زهرة قام على السراج بسببها، وكفّره، وتبعه أهل البلد لحبِّهم في عالِمهم، ففر هذا منهم إلى بعلبك، وكاتب أرباب الدولة، فأرسلوا له مرسوماً بالكف عنه، واستمراره على حاله، فسكن الأمر.
- محمد بن عبد الله بن محمد، شمس الدين أبو عبد الله بن أبي بكر القيسي الحموي الأصل، الدمشقي الشافعي، المعروف بابن ناصر الدين (ت 842هـ). ألّف كتباً كثيرة، منها (الرد الوافر على من زعم أن من أطلق على ابن تيمية أنه شيخ الإسلام كافر)، وقرّظه له جماعة من الأئمة، وحدًّث به غير مرة، وقام عليه العلاء البخاري لكون التصنيف في الحقيقة ردًّ به عليه، فإنه لمّا سكن دمشق كان يسأل عن مقالات ابن تيمية التي انفرد بها، فيجيب بما يظهر من الخطأ فيها، وينفر عنه قلبه، إلى أن استحكم أمره عنده، وصرّح بتبديعه، ثم بتكفيره، ثم صار يُصرِّح في مجلسه بأن من أطلق على ابن تيمية أنه شيخ الإسلام يكفر بهذا الإطلاق، واشتهر ذلك. فجمع ابن ناصر الدين في كتابه كلام من أطلق عليه ذلك من الأئمة الأعلام من أهل عصره من جميع المذاهب سوى الحنابلة، بحيث اجتمع له شيء كثير. وانتصر لكل واحدٍ منهما جماعة من العلماء، قال شمس الدين السخاوي في (الضوء اللامع): «وكانت حادثة شنيعة في سنة خمس وثلاثين» أي: وثمان مئة (835هـ).

## تلاميذه
تقاس مكانة العلماء بالإضافة إلى علاقتهم مع الأعلام في زمانهم، وتأثيرهم في أحداث المجتمع وتوجيههم لها، بالطلاب الذين أخذوا عنهم، وتخرجوا على أيديهم، وهذا هو الأثر المباشر للعالم العامل الذي يفرغ عمره وطاقته لتعليم الراغبين في الأخذ عنه، والاستفادة من خبرته وعلمه. ونذكر هنا من أخذ عن العلاء البخاري مباشرة، أمّا من استفاد من تلامذته فأكثر من أن يحصى.
- إبراهيم بن حاجي، صارم الدين بن شيخ تربة برقوق وقاضي العسكر، زين الدين الحنفي.
- إبراهيم بن حجاج بن محرز، البرهان أبو إسحاق الأبناسي ثم القاهري، الشافعي، ويعرف بالأبناسي (ت 836هـ).
- إبراهيم بن خليل بن إبراهيم بن إسماعيل، برهان الدين الأنصاري الصنهاجي الأصل المنصوري، ثم القاهري، الشافعي الأشعري (ت 856هـ).
- إبراهيم بن علي بن أحمد، أبو الفتح بن العلاء بن القطب، القلقشندي الأصل، القاهري المولد والدار، الشافعي (ت 922هـ).
- إبراهيم بن عمر بن محمد بن زيادة، البرهان الأتكاوي القاهري، الشافعي (ت 834هـ).
- إبراهيم بن محمد بن عبد الله، برهان الدين أبو إسحاق الراميني الأصل، ثم الدمشقي، الصالحي، الحنبلي، ويعرف كأسلافه بابن مفلح (ت 803هـ).
- أحمد بن أسد بن عبد الواحد، شهاب الدين أبو العباس الأميوطي الأصل، السكندري المولد، القاهري، الشافعي، المقرئ، المعروف بابن أسد (ت 872هـ).
- أحمد بن إسماعيل بن عثمان، شرف الدين وشهاب الدين الشهرزوري الهمداني التبريزي الكوراني ثم القاهري، عالم بلاد الروم (ت 893هـ).
- أحمد بن عبد الرحمن بن عبد الله، شهاب الدين الأنصاري القاهري، الشافعي المعروف بابن هشام (ت 835هـ).
- أحمد بن عبد الله بن محمد، شهاب الدين أبو العباس الكناني الأصل المجدلي المقدسي، الشافعي الواعظ، المعروف بأبي العباس القدسي (ت 870هـ).
- أحمد بن محمد بن عبد الله، شهاب الدين أبو محمد، الدمشقي الأصل الرومي الحنفي، المعروف بالعجمي وبابن عربشاه (ت 854هـ).
- حامد الحسین النوري الشامي، الحنفي القادري، المعروف بمولانا النوري، (ت 836 هـ)
- حمزة بن أحمد بن علي الحسيني، الدمشقي الشافعي، عز الدين (ت 874هـ).
- عبد الرحمن بن أحمد بن أحمد المقدسي الأصل الدمشقي، الحنفي، المعروف بالهمامي؛ نسبة لابن الهمام (ت 873هـ).
- عبد الرزاق الشرواني الشافعي، نزيل الرواحية بحلب.
- عبد الله بن عبد الرحمن بن محمد، أبو محمد الزرعي ثم الدمشقي، الشافعي، ويعرف بابن قاضي عجلون (ت 865هـ).
- عبد الوهاب بن عمر بن الحسين الدمشقي الشافعي، ابن أخت قوام الدين قاضي الحنفية بالشام (ت تقريباً 850هـ).
- علي بن أحمد بن إسماعيل، أبو الفتوح ابن القطب القرشي، القلقشندي الأصل، القاهري، الشافعي (ت 856هـ).
- علي بن أحمد بن عثمان السلمي المناوي الأصل، القاهري، الشافعي، ويعرف بابن المناوي (ت 877هـ).
- علي بن أحمد المصري ثم الشامي، الشافعي الأشعري، ويعرف بابن صدقة.
- علي بن محمد بن أقبرس، علاء الدين القاهري الشافعي، المعروف بابن أقبرس (ت 862هـ).
- علي بن محمد بن محمد العقيلي النويري المكي المالكي (ت 882هـ).
- علي بن محمد، علاء الدين أبو الحسن ابن الجندي المحلي الحنفي النقيب (ت 897هـ).
- عبد العزيز بن يوسف بن عبد الغفار، عز الدين السنباطي ثم القاهري، الشافعي (ت 879هـ).
- عمر بن عيسى بن أبي بكر بن عيسى، سراج الدين الوروري، ثم القاهري الأزهري، الشافعي (ت 861هـ).
- عمر بن قديد، ركن الدين أبو حفص بن الأمير سيف الدين القلمطائي، القاهري، الحنفي، المعروف بابن قَديد (ت 856هـ).
- قاسم بن قطلوبغا، زين الدين أبو العدل الجمالي الحنفي، المعروف بابن قطلوبغا (ت 879هـ).
- محمد بن أحمد بن إبراهيم المخزومي القاهري الشافعي، ويعرف بابن الخشاب (ت 873هـ).
- محمد بن أحمد بن أحمد، شمس الدين المقدسي ثم الدمشقي الشافعي المقرئ (ت 885هـ).
- محمد بن أحمد بن محمد ابن ميمون، حميد الدين أبو المعالي النُّعماني، البغدادي الأصل، الفرغاني، الدمشقي، الحنفي، المعروف بحميد الدين (ت 867هـ).
- محمد بن أحمد بن محمد بن عبد الرحمن، شمس الدين أبو حامد المقدسي الشافعي، المعروف بابن حامد (ت 874هـ).
- محمد بن إسماعيل بن محمد بن يوسف، شمس الدين الونائي ثم القرافي، القاهري، الشافعي، المعروف بالونائي (ت 849هـ).
- محمد بن جقمق، الأمير ناصر الدين أبو المعالي الجركسي الأصل، القاهري، الحنفي (ت 847هـ).
- محمد بن عبد الله بن خليل، شمس الدين البلاطنسي ثم الدمشقي، الشافعي (ت 863هـ).
- محمد بن عبد الأحد بن علي، شمس الدين القاهري النحوي، سبط ابن هشام، المعروف بالعجيمي (ت 822هـ).
- محمد بن عثمان بن علي، شمس الدين الدمشقي الشافعي، المعروف بابن الحريري.
- محمد بن علي بن محمد، شمس الدين البدرشي ثم القاهري، الشافعي، المعروف بالبدرشي (ت 846هـ).
- محمد بن محمد بن عبد اللطيف الولوي، أبو البقاء الأموي، المحلي المولد، ثم السنباطي، ثم القاهري، المالكي (ت 861هـ).
- محمد بن محمد بن محمد الأنصاري الحموي، ثم القاهري، الشافعي، المعروف بابن البارزي (856هـ).
- محمد بن محمد بن محمد، قوام الدين الرومي الأصل، الدمشقي، الحنفي (ت 758هـ).
- محمود بن عبيد الله بن عوض، بدر الدين الأردبيلي، الشرواني، القاهري، الحنفي (ت 875هـ).
- محمود بن عمر بن منصور، أفضل الدين أبو الفضل القرمي الأصل، القاهري، الحنفي (ت 865هـ).
- ياسين بن محمد بن إبراهيم، زين الدين العشماوي المولد، ثم البشلوشي الأزهري، الشافعي (ت 873هـ).
- أبو بكر بن أحمد بن إبراهيم، فخر الدين المرشدي الفوي الأصل، المكي، الشافعي، ويعرف بالفخر المرشدي (ت 876هـ).

ذكر الإمام جلال الدين السيوطي في (بغية الوعاة): أن للشيخ العلاء البخاري ولداً نحوياً متفنناً في العلوم، هو علي بن محمد بن محمد بن محمد الشيخ علاء الدين البخاري الحنفي النحوي المتفنن علامة الوقت. وذكر ابن تغري بردي في (المنهل الصافي والمستوفي بعد الوافي) لقاءه للعلاء البخاري وخدمته له، وانقطاعه إليه إلى أن توفي.

## موقفه منمحيي الدين بن عربي
كان علاء الدين البخاري ممن يقبِّح ابن عربي ويكفّره وكل مَن يقول بمقاله، وينهي عن النظر في كتبه، وبيّن ذلك في مجلس عُقد عنده، فوافقه أكثر من حضر من العلماء والأعلام في ذلك الزمان، ووافقوه على ما قرّره من فساد ما يزعمه ابن عربي من الوحدة المطلقة، وما يبنى عليها، إلا شمس الدين البساطي الذي تبرأ بعدها من مقالة ابن عربي وكفّر مَن يعتقدها.

## موقفه منابن تيمية
سافر العلاء البخاري سنة أربع وثلاثين أو قبلها إلى دمشق، واتفقت له بها حوادث، منها أنه كان يُسأل عن مقالات ابن تيمية التي انفرد بها فيجيب بما يظهر له من الخطأ فيها، وينفر عنه قلبه، إلى أن استحكم أمره عنده، وتأكد من أقواله فصرّح بتبديعه ثم تكفيره. ثم صار يصرِّح في مجلسه بأن: مَن أطلق على ابن تيمية أنه شيخ الإسلام فهو بهذا الإطلاق كافر، واشتهر ذلك.
فانتدب ابن ناصر الدين الدمشقي للدفاع عن العلماء الذين أطلقوا على ابن تيمية (شيخ الإسلام)، وجمع كتاباً سماه (الرد الوافر على من زعم أن من أطلق على ابن تيمية أنه شيخ الإسلام كافر)، جمع فيه كلام من أطلق عليه ذلك من الأئمة الأعلام من أهل عصره من جميع أهل المذاهب، وضمّنه الكثير من ترجمة ابن تيمية وأرسل منه نسخة إلى القاهرة، فقرّظه بعض علماء عصره. فكان مما كتبه البساطي، وهو رَمي معذورٍ ونَفْث مصدور: هذه مقالة تقشعر منها الجلود، وتذوب لسماعها القلوب، ويضحك إبليس اللعين عجباً بها ويشمت، وتنشرح لها أفئدة المخالفين وتثبت. ثم قال له: لو فرضنا أنك اطلعت على ما يقتضي هذا من حقه، فما مستندك في الكلام الثاني؟ وكيف تصحُّ لك هذه الكلية المتناولة لمن سبقك ولمن هو آت بعدك إلى يوم القيامة؟ وهل يمكنك أن تدّعي أن الكل اطلعوا على ما اطلعت أنت عليه؟ وهل هذا إلا استخفاف بالحكّام، وعدم مبالاة ببني الأنام؟ والواجب أن يطلب هذا القائل، ويقال له: لم قلت؟ وما وجه ذلك؟ فإن أتى بوجه يخرج به شرعاً من العهدة، كان، وإلا برّح به تبريحاً يردُّ أمثاله عن الإقدام على أعراض المسلمين، انتهى.

## وفاته
ذكر ابن تغري بردي وشمس الدين السخاوي وغيرهما: أنه مات في سنة 841 هـ بالمزة، ودفن بسطحها. واختلف في اليوم؛ فقال ابن تغري بردي: يوم الخميس ثامن شهر رمضان، وقال السخاوي: يوم الثالث عشر من رمضان، وقال السيوطي: الخامس من رمضان.
قال الإمام شمس الدين السخاوي في الضوء اللامع: «وقد ذكره شيخنا – يعني ابن حجر العسقلاني – في أنبائه فقال كان من أهل الدين والورع وله قبول عند الدولة وأقام بمصر مدة طويلة وتلمذ له جماعة وانتفعوا به، وكان يتقن فن المعاني والبيان ويذكر أنه أخذه عن التفتازاني ويقرر الفقه على المذهبين ثم تحول إلى دمشق فاغتبطوا به وكان كثير الأمر بالمعروف. ومات بها كما قرأته بخط السيد التاج عبد الوهاب الدمشقي في صبيحة يوم الخميس ثالث عشرى رمضان سنة إحدى وأربعين بالمزة ودفن بسطحها وأرخه العيني في ثاني الشهر وقال أنه كان في الزهد على جانب عظيم وفي العلم كذلك وبعضهم في خامسه وقال أنه لم يخلف بعده مثله في تفننه وورعه وزهده وعبادته وقيامه في إظهار الحق والسنة وإخماده للبدع ورده لأهل الظلم والجور».
وقال الشوكاني في البدر الطالع بمحاسن من بعد القرن السابع: «وبالجملة فكان صاحب الترجمة – يعني علاء الدين البخاري – إماماً حافظاً مفيداً للطلبة وقد أثنى عليه جماعة من معاصريه كابن حجر والبرهان الحلبي والمقريزي، ومات في ربيع الثاني سنة 842 اثنتين وأربعين وثمان مائة».